# Krawallbrüder
Krawallbrüder (Eigenschreibweise: KrawallBrüder) ist eine 1993 gegründete Oi-Band aus dem Saarland. Sie verarbeitet in ihrer Musik Elemente aus den Bereichen Oi, Rock, Punk, Metal sowie Einflüsse aus dem Hardcore-Punk-Bereich.

## Bandgeschichte

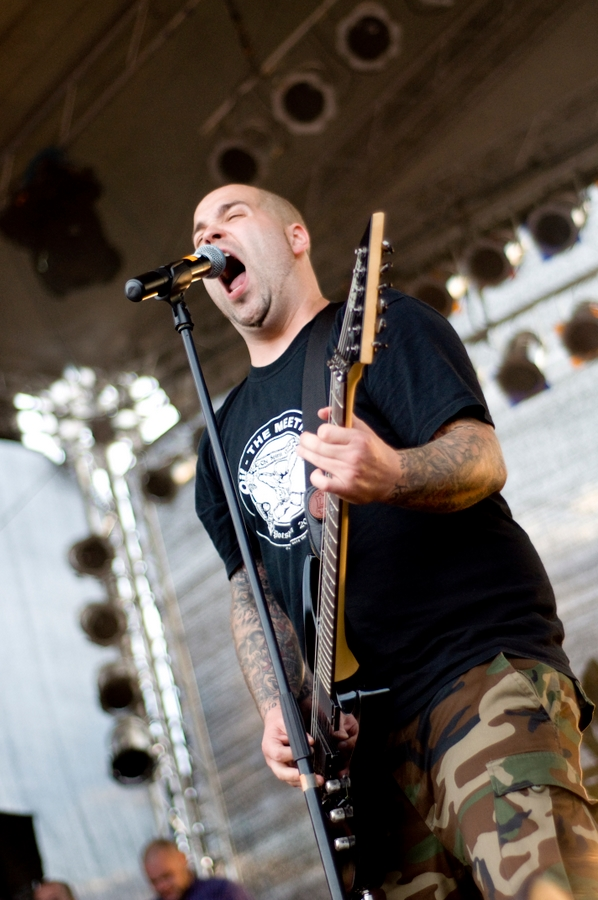
Pascal live am 31. Juli 2010 auf dem Force Attack

Als „Frontal“ im Jahr 1993 gegründet, bestand die Band aus den drei Schulkollegen Pascal (Gesang, Bass), Olli (Gitarre) und „Pimmel“ (Schlagzeug). Sie spielte zusammen fünf Konzerte, bis sie im Jahr 1995 auf einem Stadtfest-Konzert in Saarlouis Probleme mit dem Verfassungsschutz bekam. Dieser hatte die Band mit der rechtsextremen Combo „Frontal“ verwechselt und stellte schließlich nach weiteren Ermittlungen die Untersuchungen ein. Um weitere unerwünschte Verwechslungen zu verhindern, benannte sich die Band in „KrawallBrüder“ um. Im selben Jahr verließ der Schlagzeuger „Pimmel“ die Band und wurde durch Marko ersetzt. Des Weiteren kam Gitarrist „Kette“ in die Band, der nun als Leadgitarrist fungierte. Es wurde eine Demoaufnahme mit dem Namen Jodelexplosion aufgenommen, die der Band ein Angebot für eine Single-Produktion auf Walzwerk Records einbrachte. Olli verließ die Band noch vor der Singleaufnahme und wurde durch „Matsch“ ersetzt. Es folgten viele Konzerte, unter anderem mit den Bands SpringtOifel, Loikaemie, Charge 69, Patriot und Loaded. 1998 spielten sie ein Album ein, das jedoch nie veröffentlicht wurde, da sich die Band im selben Jahr aufgrund musikalischer Unstimmigkeit trennte.
Im März 2001 tat sich die Band nach drei Jahren „Bandpause“ wieder zusammen und bestand nun aus der Besetzung Pascal (Gitarre, Gesang) und den beiden neuen Mitgliedern Marius (Bass) und Markus (Schlagzeug).
Im Jahre 2002 erschienen auf dem Sampler Pogo, Parties & Promille zwei Stücke, die noch von altem Material aus den 1990er Jahren stammten. Im selben Jahr veröffentlichten sie im August ihr erstes Album mit dem Titel Die Fäuste Hoch auf ihrem eigenen Label KB-Records. Am 28. Dezember 2002 starb der neue Rhythmusgitarrist Michael an Krebs. Ihm wurde der Song Für einen Freund auf In Dubio Pro Reo gewidmet.
Das Jahr 2003 verbrachte die Band weitgehend mit Konzerten und Promoaktionen für ihr Album. Im Oktober trat der Rhythmusgitarrist Florian der Band bei. Im Dezember war die Erstauflage des Albums ausverkauft, woraufhin die Band 1000 Stück im Digipak-Format nachpressen ließ.
Von Juli bis August 2004 tourten die „KrawallBrüder“ mit der Berliner Band Berliner Weisse. Auf der Tour promoteten sie ihr Split-Album Zwiespältig, das Liveaufnahmen der beiden Bands enthält.
Im Jahr 2005 wurden einige Konzerte gespielt sowie im Dezember das Album In Dubio Pro Reo, das im Death Tone Studio aufgenommen wurde, veröffentlicht. Im Zuge der In-Dubio-CD wurde auch altes Material aus den 1990er Jahren unter dem Namen Auf alte Tage neu produziert. Als Vorbild zu diesem Albumcover diente das Cover der LP „Böse Menschen, Böse Lieder“ der Band Böhse Onkelz.
Im Jahr 2006 tourte die Band durch Italien, Schweiz, Spanien, Frankreich und Deutschland. Nach der Tour entschied sich Marius, die Band zu verlassen und wurde durch Alex ersetzt.
Im Jahr 2007 spielten die Brüder als erste deutsche Oi-Band in Istanbul.
Im Jahr 2008 musste Alex wegen Unstimmigkeiten die Band wieder verlassen und wurde durch Swen am Bass ersetzt. Markus verließ die Band aus gesundheitlichen Gründen und „Stöbi“ („Martens Army“) sprang etwa ein Jahr lang als Ersatz an die Drums bis Thomas im Jahr 2009 das Schlagzeug als festes Bandmitglied übernahm. Im selben Jahr erschien nach vier Jahren Albumpause, ebenfalls im gleichen Studio produziert und auf dem hauseigenen Label veröffentlicht, das Album Das 11te Gebot. Das Album wurde während der Das 11te Gebot – Tour, die vom 12. bis 30. November 2009 durch Deutschland, Österreich und die Schweiz ging, vorgestellt. Den Toursupport gaben die englischen Punkrocker um John Robb und Goldblade.
In den Jahren 2010 und 2011 verbrachte die Band weitestgehend mit Konzerten und Auftritten auf diversen Festivals.

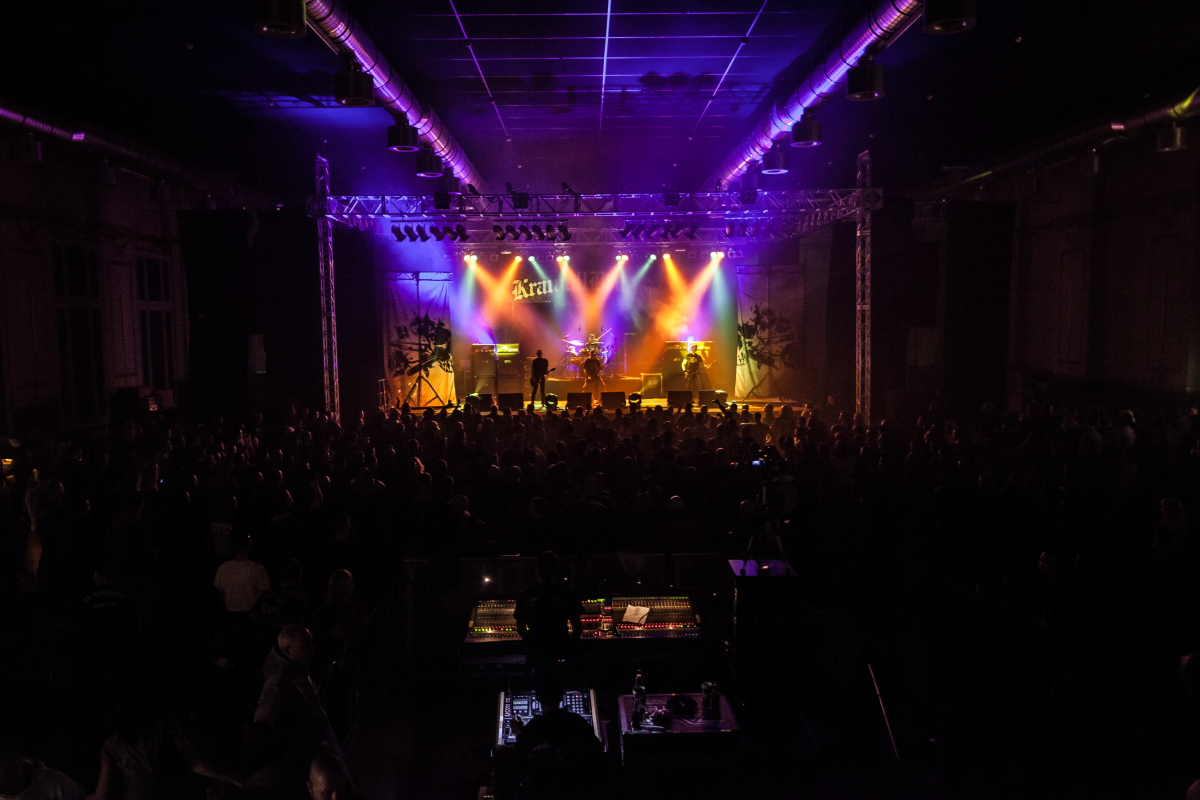
KrawallBrüder bei der „Blut, Schweiss & keine Tränen“ Tour 2012 – Berlin

Am 30. März 2012 wurde das neue Album Blut, Schweiss & keine Tränen veröffentlicht, welches auf Platz 15 der Media Control Albumcharts einstieg und sich zwei Wochen in den Top 100 hielt. Zur gleichen Zeit startete die fünfwöchige Tour der Band mit der US-Hardcoreband Slapshot durch Deutschland, Österreich und die Schweiz.
Im Herbst 2012 wurden noch einmal 14 Konzerte unter dem Namen „Blut, Schweiss & keine Tränen – Herbst Tour“ zusammengefasst.
Im Jahr 2013 feiert die Band ihr 20-jähriges Bandjubiläum und nahm gegen Ende des Jahres in den SU2 Studios (u. a. Powerwolf) das Album „Schmerzfrei“ auf.
Am 31. Januar 2014 erschien das Album Schmerzfrei, das auf Platz 5 der deutschen Albumcharts einstieg und sich vier Wochen in den Top 100 hielt.
Die Band spielte erneut eine Tour durch Deutschland, Österreich und die Schweiz auf der sie die Jungs von Goitzsche Front begleiteten.
Des Weiteren wurden diverse Festivals gespielt.
Am 20. Februar 2015 kam das Album Venganza. Anschließend ging die Band zusammen mit der Pagan-Metal-Band Varg auf Tour.
Die KrawallBrüder veröffentlichen mit „Heute-Morgen-Für Immer“ eine Art Best-Of-Album mit 23 Songs aus der bisherigen Bandgeschichte neu eingespielt bzw. remastered zu denen sich nochmal fünf neue Tracks gesellen. Diese Kompilation stieg auf Platz 6 der offiziellen deutschen Albumcharts ein. Eine Tour im Frühjahr und Herbst folgten.
Juni bis Oktober wurde im SU2 Studio mit dem Produzent Phil Hillen das Album „mehr hass“ aufgenommen, welches 2017 auf Soulfood Music (Sony Gruppe) erschien. Im Oktober produzierten die Band noch das Akustik Mini-Album Unverhohlen & Unverzerrt, welches im SU2 Studio gemischt und gemastert wurde, dieses erschien auf KB-Records zeitgleich mit dem neuen Studioalbum am 6. Januar 2017.

## Sonstiges
Die Band ist unter anderem auch Veranstalter der Konzert- und Festivalreihe „Back on the Streets“.
Ihr Video zu Blut und Tinte wurde in der Nürnberger Rock-Kneipe „Brown Sugar“ gedreht.

## Diskussion um Rechtsoffenheit
Die Band spendet seit Jahren an unterschiedliche Organisationen, z. B. für Opfer von Kindesmisshandlung, Opfer rechter Gewalt, Kinderkrebshilfe.
Bei der Tour zum Album Blut, Schweiss & keine Tränen bestand seitens der Band die Absicht, die Einnahmen der Tour dem gegen Rechtsextremismus engagierten Verein Laut gegen Nazis zu spenden. Die Spende wurde jedoch vom Verein unter Verweis auf angebliche rechte Kontakte der Band vorsichtshalber abgelehnt. Die Band dementierte diese Kontakte jedoch vehement mit dem Hinweis, dass keinerlei Beweise für diese zu finden seien.
Des Weiteren gab es Diskussionen über ein SS-Totenkopftattoo mit blauem Auge von Sänger Pascal. Hierzu äußerte sich die Band dahingehend, dass der SS-Schädel so designt sei, dass man ihn als „Abgrenzung zur extremen Rechten“ verstehen müsse. Außerdem heißt es in der Bandbiographie, dass es in der Gründungszeit Kontakte zu rechten Skinheads in Saarlouis gegeben habe.
Zu Beginn des Jahres 2015 war die Band in den Schlagzeilen, da sie gemeinsam mit der ebenfalls umstrittenen Band Frei.Wild für ein Festival in der Nähe eines Flüchtlingsheims in Burbach gebucht wurden. Im Zusammenhang damit wurde wieder die Tätowierung des Sängers thematisiert. Kritiker unterstellten einigen Bands eine Nähe zum Rechtsextremismus. Das Festival musste letztlich abgesagt werden.
Auch anlässlich der Veganza-Tour gab es 2015 Presseberichte und Leserbriefe, die sich über bevorstehende Auftritte der Band und ihre vermutete Rechtsoffenheit sorgten.
Auch wird von Kritikern der Band darauf hingewiesen, dass über die Recordlabels des Krawallbrüder-Frontmanns Pascal Gaspard Bands mit rechten Inhalten vermarktet wurden, so die Bands Bierpatrioten, „Gerbenok“ und Rabauken. Die Songs Die neuen Hippies und Reich und Schwul von Gerbenok enthalten u. a. rassistische und homophobe Textzeilen. Krawallbrüder-Frontmann Pascal Gaspard verteidigte Gerbenok jedoch, und deren Album und Fan-Artikel waren weiterhin auf der Website des Plattenversands erhältlich. Auch die nicht minder umstrittene Band „Bakers dozen“ wurde anlässlich einer Konzerttour vehement gegen Anschuldigen bezüglich ihres rechten Hintergrundes verteidigt.

## Diskografie

### Studioalben
- 2002: Die Fäuste hoch
- 2005: In dubio pro reo
- 2009: Das 11te Gebot
- 2012: Blut, Schweiß & keine Tränen
- 2014: Schmerzfrei
- 2015: Venganza
- 2017: Mehr Hass
- 2019: Auf Messers Schneide
- 2023: [ab]norm

### Kompilationen
- 2005: Auf alte Tage (alte Aufnahmen und Demos)
- 2009: 15 Years of Oi! & Violence (US-Veröffentlichung)
- 2010: Auf uns – 1993–2010  (Boxset)
- 2011: Bis in alle Ewigkeit – Best Of
- 2016: Heute, morgen, für immer (2CD)
- 2025: Unverhohlen und unverzerrt III

### Livealben
- 2010: 15 Jahre – Live in Berlin (2CD)
- 2024: 30 Jahre Live – Live in Oberhausen (2CD)

### Split-Veröffentlichungen
- 2004: Zwiespältig (Split-CD/LP mit Berliner Weisse)
- 2009: Saarland/Riot Riot (Split-7″ mit Goldblade)
- 2010: Jungs wie Brüder (Split-7″ mit 7er Jungs)

### Singles/EPs
- 1996: Debüt 7’’
- 2006: T.M.G. (MCD/7″)
- 2012: Blut, Schweiß & keine Tränen (Beilage zum Legacy)
- 2014: Schmerzfrei (Beilage zum Legacy)
- 2014: Venganza (Beilage zum Legacy)
- 2017: Unverhohlen & unverzerrt (EP)
- 2019: Unverhohlen & unverzerrt II (EP)

### Videoalben
- 2003: 10 Jahre – Live & Loud (VHS)
- 2007: Veni-Vidi-Vici (2DVD)

### Musikvideos
- 2012: Morgen die Welt (YouTube)
- 2012: Ich und dein Leben (YouTube)
- 2014: Blut & Tinte (YouTube)
- 2015: Schmerzfrei (Bisher nur auf der Bonus-DVD zu dem Album Venganza veröffentlicht. (Stand 3. März 2015))
- 2015: Nimm’ dir den Tag zurück (YouTube)
- 2016: Uns’re Lieder, Euer Halt (YouTube)
- 2016: Unbeugsam (YouTube)
- 2017: A.M.O.R. (YouTube)
- 2019: Auf Messers Schneide feat. Ost+Front